# پیتر کوین (بازیکن فوتبال)
پیتر کوین (انگلیسی: Peter Coyne؛ زادهٔ ۱۳ نوامبر ۱۹۵۸) بازیکن فوتبال اهل بریتانیا است.
از باشگاه‌هایی که در آن بازی کرده‌است می‌توان به باشگاه فوتبال رادکلیف بورو، باشگاه فوتبال گلوسوپ نورث اند، باشگاه فوتبال سوئیندون تاون، باشگاه فوتبال کرو آلکساندرا، باشگاه فوتبال مکلسفیلد تاون، باشگاه فوتبال هاید، باشگاه فوتبال اشتون یونایتد، و باشگاه فوتبال منچستر یونایتد اشاره کرد.